# Hamdija Pozderac
Hamdija Pozderac (15. ledna 1924 Cazin, Bosna a Hercegovina – 6. dubna 1988 Sarajevo, Socialistická federativní republika Jugoslávie, v srbské cyrilici Хамдија Поздерац) byl bosenskohercegovský a jugoslávský komunistický politik bosňáckého původu.

## Životopis
Před druhou světovou válkou byl aktivní v ilegálním Svazu komunistické mládeže (SKOJ). Od roku 1941 se účastnil národněosvobozeneckého boje v řadách jugoslávských partyzánů. Po válce studoval na Vysoké stranické škole při ÚV KSSS v Moskvě a Filozofické fakultě Univerzity v Bělehradě. Od roku 1961 přednášel sociologii na Fakultě politických věd Univerzity v Sarajevu.
Společně s Džemalem Bijedićem patřil k předním zastácům institucionálního uznání muslimského národa v Bosně a Hercegovině a potažmo i celé Jugoslávii.
Od roku 1965 zasedal v Ústřední výboru Svazu komunistů Bosny a Hercegoviny. Jeden čas byl členem jeho výkonného výboru a nakonec i předsedou (23. května 1982–28. května 1984). V různých vysokých funkcích strávil celkem 20 let.
Byl dlouholetým poslancem bosenskohercegovského parlamentu, přičemž mezi lety 1974 a 1978 byl jeho předsedou. Od května 1986 do 15. září 1987 byl členem Předsednictva Socialistické federativní republiky Jugoslávie.
Jeho úspěšnou politickou kariéru ukončila Aféra Agrokomerc, do které se zapletl jeho bratr Hakija a Hamdija tak byl nucen v roce 1987 rezignovat.